# Hemingway on War
Hemingway on War, gepubliceerd in 2003, is een selectie geschriften van Ernest Hemingway over oorlog die zijn kleinzoon Seán heeft uitgekozen en uitgegeven bij Scribner's.
Behalve korte verhalen en fragmenten uit romans als bijvoorbeeld A Farewell to Arms en For Whom the Bell Tolls over de Spaanse Burgeroorlog, zijn er ook veel journalistieke stukken opgenomen die Hemingway als oorlogscorrespondent naar zijn krant opstuurde.